# キャノンボールズ・ボサ・ノヴァ
『キャノンボールズ・ボサ・ノヴァ』（Cannonball's Bossa Nova）は、アメリカ合衆国のジャズ・サクソフォーン奏者、キャノンボール・アダレイが1962年に録音・1963年に発表したスタジオ・アルバム。

## 解説
当時ニューヨーク公演を行ったばかりのブラジル人ミュージシャン、セルジオ・メンデス率いるグループ「ボサ・リオ」と共に録音された。オリジナルLPはリバーサイド・レコードから発売されたが、アダレイは後に、本作を含む幾つかのアルバムのマスターテープを移籍先のキャピトル・レコードに提供し、同社からの再発LPはタイトルが『Cannonball Adderley and the Bossa Rio Sextet with Sergio Mendes』と変更された。また、ランドマーク・レコードから発売された再発LPおよびCDにはボーナス・トラックが追加され、曲順も変更されている。
アル・キャンベルはオールミュージックにおいて5点満点中2点を付け「アダレイと南米のミュージシャン達の共演は、十分なリハーサルの時間がなかったのか、残念ながら情熱に欠ける」と評している。

## 収録曲
特記なき楽曲はドゥルヴァル・フェレイラとマウリシオ・エイニョルンの共作。
1. クラウズ - "Clouds" - 4:51
2. ミーニャ・サウダージ - "Minha Saudade" (João Donato) - 2:22
3. コルコヴァード - "Corcovado" (Antônio Carlos Jobim) - 6:44
4. バチーダ・ヂフェレンテ - "Batida Diferente" - 3:27
5. ジョイスのサンバ - "Joyce's Samba" - 3:13
6. グルーヴィー・サンバ - "Groovy Samba" (Sérgio Mendes) - 4:59
7. ワンス・アイ・ラヴド - "O Amor Em Paz (Once I Loved)" (A. C. Jobim, Vinicius de Moraes, João Gilberto) - 7:48
8. サンバップ - "Sambop" - 3:33

### 1985年再発盤(LLP-1302)
1987年発売の日本盤CD (VDJ-1599)も同内容である。
1. ワンス・アイ・ラヴド - "O Amor Em Paz (Once I Loved)" (A. C. Jobim, V. de Moraes, J. Gilberto) - 7:47
2. ミーニャ・サウダージ - "Minha Saudade" (João Donato) - 2:20
3. クラウズ（別テイク） - "Clouds (Take 5)" - 2:40
4. クラウズ（本テイク） - "Clouds (Take 7)" - 4:49
5. グルーヴィー・サンバ - "Groovy Samba" (S. Mendes) - 4:56
6. ジョイスのサンバ - "Joyce's Samba" - 3:15
7. コルコヴァード（本テイク） - "Corcovado (Take 8)" (A. C. Jobim) - 6:43
8. コルコヴァード（別テイク） - "Corcovado (Take 6)" (A. C. Jobim) - 5:35
9. サンバップ - "Sambop" - 3:32
10. バチーダ・ヂフェレンテ - "Batida Diferente" - 3:25

## 参加ミュージシャン
- キャノンボール・アダレイ - アルト・サクソフォーン
- セルジオ・メンデス - ピアノ
- ドゥルヴァル・フェレイラ（ポルトガル語版） - ギター
- オクタヴィオ・ベイリー・ジュニア - ベース
- ドン・ウン・ロマン - ドラムス
- パウロ・モウラ（英語版） - アルト・サクソフォーン(on #2, #4, #5, #7, #8)
- ペドロ・パウロ - トランペット(on #2, #4, #5, #7, #8)